# Taichung
Taichung (kineski: 臺中市, pinyin: Táizhōng Shì; doslovno „Tajvanski središnji”) je grad i posebna općina na zapadnoj obali središnjeg Tajvana. S preko 2,8 milijuna stanovnika Taichung je drugi po broju stanovnika na otoku od srpnja 2017. godine, kada je pretekao Kaohsiung.

## Zemljopis
Obalna ravnica na zapadu i dolina Taichung odvojeni su lancem brežuljaka oko jezgre grada Taichunga koja je gusto naseljena i visoko industrijski razvijena. Tri najnaseljenije četvrti jezgre grada: Fengyuan, Dali i Taiping, su do 2010. godine imale status samostalnih gradova. Na istoku se urbano područje proteže daleko u neprohodne tajvanske središnje planine u distrikt Heping (do 2010. ruralna zajednica). Tamo živi otprilike 11.000 stanovnika (0,4% gradskog stanovništva), a površinom obuhvaća gotovo polovicu gradskog područja. U njemu se nalaze Nacionalni park Shei-Pa, u središnjim planinama, i Nacionalni park Taroko, koji se prostire do istočne obale otoka. Xueshan (雪山), drugi najviši vrh Tajvana s 3.886 m visine, nalazi se na granici sa sjevernim susjednim okrugom Miaoli.

## Povijest
Područje Taichunga je naseljeno više od 4000 godina. Na početku povijesnog razdoblja ovdje su živjela i lovila domaća plemena zapadne tajvanske ravnice (kolektivni izraz Pingbuzu 平埔族). Tijekom dinastije Qing, mnogi Kinezi su se doselili iz pokrajina Fujian i Guangdong. Mjesto Dadun (大墩), tada najvažnije mjesto na tom području, razvijalo se u to vrijeme. Danas ulica Da Dun u Taichungu podsjeća na taj grad.
Kada su 1895. god. Japanci osvojili Tajvan, nakon Prvog japansko-kineskog rata, mjesto je preimenovano u Taichū (japanski 臺中). Od 1903. godine izgrađene su ulice u današnjem centru grada i gradski park (臺中 公園). Početkom 20. stoljeća, Taichung je postao uporište tajvanskog nacionalizma, dok su većinu tadašnjih škola gradili Japanci, Srednju školu Taichū (sada Prva urbana srednja škola, Prva viša srednja škola, TCSFH) osnovao je Tajvan s ciljem promicanja tajvanske kulture. Za vrijeme japanske vladavine, otok Tajvan je 1920. godine podijeljen na sedam prefektura. Jedna od njih bila je i prefektura Taichū, koja je obuhvaćala današnji Taichung, kao i kasnije županije Changhua i Nantou.
Krajem Drugog svjetskog rata, Republika Kina je preuzela otok 1945. nakon japanskog poraza. Japanska prefektura je postala kineski okrug Taichung, a stvarno područje gradskog naselja izdvojeno je kao neovisni grad Taichung. Good. 1950., uslijedila je nova administrativna reforma, a dva nova okruga Changhua i Nantou odvojena su od okruga Taichung. Dana 25. prosinca 2010., okolni okrug Taichung raspušten je i uključen u grad. Kao rezultat toga, stanovništvo je poraslo s nešto manje od 1,1 milijuna na preko 2,6 milijuna, a urbana površina povećala se sa 163 km² na 2.215 km². U isto vrijeme, Taichung je dobio status neovisne gradske općine koja je izravno povezana s vladom.

## Uprava
Grad Taichung, proširen u prosincu 2010., podijeljen je u 29 okruga (區, Qū). Od toga, osam četvrti potječe iz "jezgre grada" (stanovnici i područje od prosinca 2017.):.
| Distrikt |                    |        | Stanovništvo       | Površina | Gustoća |           |
| -------- | ------------------ | ------ | ------------------ | -------- | ------- | --------- |
| Shema    |                    |        |                    |          | km²     | stan./km² |
| Shema    | Xitun (Taichung)   | 西屯區 | „Zapadno naselje“  | 227.043  | 39,8467 | 5.698     |
| Shema    | Beitun (Taichung)  | 北屯區 | „Sjeverno naselje“ | 274.819  | 62,7034 | 4.383     |
| Shema    | Nantun (Taichung)  | 南屯區 | „Južno naselje“    | 168.760  | 31,2578 | 5.399     |
| Shema    | Bei Qu (Taichung)  | 北區   | „Sjeverni okrug“   | 147.653  | 6,9376  | 21.283    |
| Shema    | Xi Qu (Taichung)   | 西區   | „Zapadni okrug“    | 115.627  | 5,7042  | 20.271    |
| Shema    | Zhong (Taichung)   | 中區   | „Središnji okrug“  | 18.450   | 0,8803  | 20.959    |
| Shema    | Dong Qu (Taichung) | 東區   | „Istočni okrug“    | 75.811   | 9,2855  | 8.164     |
| Shema    | Nan (Taichung)     | 南區   | „Južni okrug“      | 125.067  | 6,8101  | 18.365    |

Preostalih 21 okruga nastala su iz ranije neovisnih gradova i gradova okruga Taichung nastalih (stanovništvo u prosincu 2017.):
| Distrikt | kin.   | Stanovništvo | Površina (km²) | stan./km² | pinyin   |
| -------- | ------ | ------------ | -------------- | --------- | -------- |
| Da’an    | 大安區 | 19.303       | 27,4045        | 704       | Dà'ān    |
| Dadu     | 大肚區 | 57.322       | 37,0024        | 1.549     | Dàdù     |
| Dajia    | 大甲區 | 77.761       | 58,5192        | 1.329     | Dàjiǎ    |
| Dali     | 大里區 | 211.492      | 28,8758        | 7.324     | Dàlǐ     |
| Daya     | 大雅區 | 95.203       | 32,4109        | 2.937     | Dàyǎ     |
| Dongshi  | 東勢區 | 50.714       | 117,4065       | 432       | Dōngshì  |
| Fengyuan | 豐原區 | 166.879      | 41,1845        | 4.052     | Fēngyúan |
| Heping   | 和平區 | 10.949       | 1.037,8192     | 11        | Hépíng   |
| Houli    | 后里區 | 54.482       | 58,9439        | 924       | Hòulǐ    |
| Longjing | 龍井區 | 77.818       | 38,0377        | 2.046     | Lóngjǐng |
| Qingshui | 清水區 | 86.420       | 64,1709        | 1.347     | Qīngshuǐ |
| Shalu    | 沙鹿區 | 92.645       | 40,4604        | 2.290     | Shālù    |
| Shengang | 神岡區 | 65.553       | 35,0445        | 1.871     | Shéngāng |
| Shigang  | 石岡區 | 15.066       | 18,2105        | 827       | Shígāng  |
| Taiping  | 太平區 | 189.066      | 120,7473       | 1.566     | Tàipíng  |
| Tanzi    | 潭子區 | 108.288      | 25,8497        | 4.189     | Tánzǐ    |
| Xinshe   | 新社區 | 24.754       | 68,8874        | 359       | Xīnshè   |
| Waipu    | 外埔區 | 32.185       | 42,4099        | 759       | Wàipǔ    |
| Wufeng   | 霧峰區 | 65.393       | 98,0779        | 667       | Wùfēng   |
| Wuqi     | 梧棲區 | 57.993       | 16,6049        | 3.493     | Wúqī     |
| Wuri     | 烏日區 | 74.554       | 43,4032        | 1.718     | Wūrì     |

| Distrikti Taichunga |
| --- |
| Xinshe Tanzi Shigang Shengang Houli Heping Fengyuan Dongshi Daya Wuqi Waipu Shalu Qingshui Longjing Dajia Dadu Da’an Xitun Wuri Wufeng Zapad Taiping Jug Sjever Nantun Istok Dali Centar Beitun Yilan Miaoli Nantou Hualien Hsinchu Changhua |

## Stanovništvo
Prema procjeni u gradu je u ožujku 2020. živjelo 2.816.667 stanovnika. Grad je od 2012. do 2017. godine imao 2. najveći prirast stanovništva. Današnji porast broj stanovnika se pripisuje prirastu više nego doseljavanju i poticajnoj stanogradnji.
| 1985.     | 1990.              | 1995.              | 2000.             | 2005.             | 2010.             | 2015.             |
| --------- | ------------------ | ------------------ | ----------------- | ----------------- | ----------------- | ----------------- |
| 1.817.125 | 2.019.959 (+11,2%) | 2.257.950 (+11,8%) | 2.460.098 (+9,0%) | 2.587.828 (+5,2%) | 2.648.419 (+2,3%) | 2.744.445 (+3,6%) |

## Znamenitosti
U Taichungu postoji 11 sveučilišta i visokih učilišta. Tri najvažnija sveučilišta su: Nacionalno sveučilište Chung Hsing (國立 中興 大學), Sveučilište Feng Chia (逢甲 大學) i Sveučilište Tunghai (東海 大學), na čijem kampusu je Memorijalna kapela Luce arhitekta Ieoh Ming Peia.
Nacionalni prirodoslovni muzej Tajvana otvoren je 1993. godine, a uključuje botanički vrt i kino Omnimax. U gradu je muzej umjetnosti i smatra se jednim od najboljih u Tajvanu, ali veliki dio eksponata su gostujuće izložbe.
U gradskom području postoji nekoliko manjih i većih hramova, od kojih su neki izgrađeni u 19. stoljeću za tradicionalne lokalne bogove. Pored budističkog, taoističkog i mazuovog hramova, postoji i Konfucijev hram
U Taichungu postoji nekoliko noćnih tržnica, područje oko Yizhong-a (一 中 街, Yīzhōng jiē) popularno je mjesto susreta s mnogim malim trgovinama. U Taichungu postoje i neki veći trgovački centri.
Gradska operna kuća djelo je japanskog arhitekta Toyote Ita i dovršena je 2014. godine.
- Spomen-kapela Luce
- Jishan gradska vrata iz 1924.
- Stara gradska vijećnica Taichunga
- Nova gradska vijećnica Taichunga
- Stari željeznički kolodvor
- Novi željeznički kolodvor
- Upravna zgrada Nacionalnog sveučilišta
- Hram Dajia Jenn Lann
- Hram obitelji Lin Shi
- Hram mučenika ROC

## Gospodarstvo
Taichung je središte globalne biciklističke industrije, te najveći svjetski proizvođač bicikala, Giant, ovdje ima sjedište. Mnogi mali, a ponekad i visoko specijalizirani dobavljači u gradu proizvode dijelove za bicikle koji se kao svjetski OEM proizvodi prodaju pod drugim imenom, kao što su KT Quando i specijalist za kočnice, Tektro.

## Zbratimljeni gradovi
- Austin, Texas  SAD (1986.)
- Auckland  Novi Zeland (1996.)
- Baton Rouge, Louisiana  SAD (1980.)
- Caen  Francuska (2012.)
- Cheyenne, Wyoming  SAD (1981.)
- Columbia, Južna Karolina  SAD (2014.)
- Chungju  Južna Koreja (1969.)
- Columbus, Georgia  SAD (2007.)
- Contra Costa, Kalifornija  SAD (1983.)
- Kwajalein, Marshallovi otoci (2002.)
- Makati  Filipini (2004.)
- Manchester, New Hampshire  SAD (1989.)
- okrug Mexicali, Kalifornija  SAD (1989.)
- Montgomery, okrug (Ohio)  SAD (1990.)
- Nagoya,  Japan (2019.)
- okrug Nassau, New York  SAD (1997.)
- New Haven, Connecticut  SAD (1965.)
- Pietermaritzburg,  JAR (1982.)
- Reno, Teksas  SAD (1985.)
- San Diego, Kalifornija  SAD (1983.)
- San Pedro Sula,  Honduras (2003.)
- Santa Cruz de la Sierra  Bolivija (1978.)
- okrug Sumter, Južna Karolina  SAD (1986.)
- Tucson, Arizona  SAD (1979.)
- Winnipeg  Kanada (1982.)

## Vanjske poveznice
|  | Zajednički poslužitelj ima još gradiva o temi Taichung |